# Enrico Rocca (scrittore)
Enrico Rocca (Gorizia, 10 gennaio 1895 – Roma, 20 luglio 1944) è stato un giornalista, scrittore e traduttore italiano.
Secondo il giudizio di Claudio Magris, Enrico Rocca fu un «singolare, originale e assai notevole intellettuale, scrittore meno noto di quanto meriterebbe, la cui parabola e il cui pensiero hanno un'incisiva attualità, come rivela il suo postumo Diario degli anni bui».

## Biografia
Enrico Rocca nacque a Gorizia, città all'epoca appartenente all'Impero austro-ungarico, in una famiglia della borghesia colta israelita. Cugino di Carlo Michelstaedter, si nutrì in famiglia di ideali irredentistici e si arruolò come volontario nell'esercito italiano nella prima guerra mondiale. Fu tra i primi ad aderire al fascismo ("Sansepolcrista"), ma per sua stessa ammissione se ne distaccò già nel '21. Tale data va tuttavia valutata con molta cautela. In primo luogo essa viene menzionata nel diario scritto solo venti anni dopo (nel periodo compreso tra il settembre 1939 e il novembre 1943), ovvero in un contesto storico radicalmente mutato, nel quale il regime non solo era ormai ideologicamente di ben altra natura ma era inoltre entrato in una crisi di legittimazione irreversibile ed era tanto più alieno per il Rocca a causa del vulnus delle leggi razziali. In secondo luogo viene smentita dalla partecipazione di Rocca agli organi ufficiali del Fascismo ben oltre quella data: lo ritroviamo infatti fino al 1926 come redattore de Il Popolo d'Italia, cui segue il passaggio al Lavoro d'Italia, poi divenuto Il lavoro fascista, nel quale rimane dal 1928 al 1942, ritornandovi nel 1943.
È tuttavia vero che nel Rocca maturò nel corso degli anni venti e trenta una progressiva disillusione nei confronti del regime (in seguito ulteriormente acuita dalle leggi razziali, che tuttavia lo colpirono in maniera relativamente blanda grazie ai meriti giornalistici conquistati ai tempi della sua adesione alla politica del regime) che lo portò progressivamente ad allontanarsi da temi di carattere politico a favore di argomenti puramente culturali. Si è parlato a proposito del Rocca dell'approdo ad una posizione afascista piuttosto che compiutamente antifascista, come evidenziato anche dall'osservazione contenuta nel diario: Anche chi combatte il totalitarismo deve adottar mezzi totalitari e chi sa mai se, a vittoria eventualmente ottenuta, potrà salvarsi dal contagio.  Ne Il lavoro fascista (organo quotidiano della Confederazione generale fascista dei lavoratori italiani) egli lavorò in qualità di redattore, collaborando inoltre con altri giornali e riviste, sia pur occupandosi soprattutto di critica letteraria e di cultura austriaca e tedesca.
Fece ottime traduzioni dal tedesco (tra cui Stefan Zweig, di cui fu amico personale, Heinrich Heine e Gustav Meyrink) e scrisse numerosi saggi sulla letteratura in lingua tedesca moderna che, dopo la tragica fine dell'autore, furono ordinati dai suoi amici per costituire una Storia della letteratura tedesca dal 1870 al 1933 che fu pubblicata postuma da Sansoni nel 1950. In vita pubblicò fra l'altro un libro sulla prima guerra mondiale (Sei mesi di Sole, nel 1921) e un libro di viaggi (Avventura Sud-americana, nel 1926). Fu inoltre tra i primi a studiare i problemi posti dalla radio come nuovo mezzo di espressione, con la monografia Panorama dell'arte radiofonica (1938). Colpito dalle leggi razziali fasciste del '38, diresse il quotidiano Il lavoro italiano di Roma (nuovo nome assunto da Il lavoro fascista) durante i quarantacinque giorni successivi alla caduta del fascismo (1943). Dopo l'8 settembre 1943 accettando l'invito di Edoardo Anton raggiunse Napoli, dove tenne una rubrica politica quotidiana presso radio Napoli (emittente gestita dal Psychological Warfare Bureau) chiamata Un italiano vi parla, rivolta alle popolazioni del nord Italia sotto l'occupazione nazista. Tornato a Roma viene denunciato come fascista sulla base di alcune lettere ricevute da Mussolini rinvenute nella sua abitazione; tale fatto, sommandosi alle già precarie condizioni psico-fisiche derivanti da una malattia, lo spinge al suicidio, avvenuto il 20 luglio 1944.

## Opere

### Volumi
- Il mio cuore all'asta, Milano: L'ardito, 1921, 180 p.
- Sei mesi di Sole, Roma: Berlutti, 1921, VIII, 167 p.
- Avventura Sud-americana, Milano: Edizioni Alpes, 1926, XVI, p. 350, con diciannove tavole
- Panorama dell'arte radiofonica, Milano: Bompiani, 1938, 276 p.
- Storia della letteratura tedesca dal 1870 al 1933, Firenze: G. C. Sansoni, 1950, XVI, 359 p.
- La distanza dai fatti, Milano: Giordano, 1964, XIII, 354 p. (È una prima edizione del diario, pubblicata a cura di Alberto Spaini[1])
- Diario degli anni bui; a cura di Sergio Raffaelli; saggio introduttivo di Mario Isnenghi, Udine: Gaspari, 2005, 289 p., ISBN 88-7541-029-1

### Traduzioni
- Gustav Meyrink, Il golem: romanzo, 2 voll.; versione italiana con studio introduttivo e note di Enrico Rocca, Foligno: F. Campitelli, 1926
- Stefan Zweig, Tre poeti della propria vita: Casanova, Stendhal, Tolstoi, Milano: Sperling & Kupfer, 1928
- Stefan Zweig, Amok, Milano: Sperling & Kupfer, 1930
- Adrienne Thomas, Caterina va alla guerra, Milano: A. Mondadori, 1931
- Heinrich Heine, Il rabbi di Bacharach e altri racconti, Milano: A. Mondadori, 1933
- Stefan Zweig, Tre Maestri: Balzac, Dickens, Dostojevskij, Milano: Sperling e Kupfer, 1945